# Bulbophyllum rhopalophorum
Bulbophyllum rhopalophorum är en orkidéart som beskrevs av Rudolf Schlechter. Bulbophyllum rhopalophorum ingår i släktet Bulbophyllum och familjen orkidéer. Inga underarter finns listade i Catalogue of Life.